# Henri Letellier (patron de presse)
Pour les articles homonymes, voir Letellier.
Louis Eugène Henri Letellier, né le 10 mars 1868 dans le 17e arrondissement de Paris et mort le 14 avril 1960 à Neuilly,  est un homme d'affaires, directeur de publication et propriétaire de journaux français.

## Biographie
Fils d'Eugène Letellier, entrepreneur en travaux publics, qui a construit certains des ports d’Amérique du sud , qui a fondé Jacob Delafon, commanditaire,  dès 1900, avec son frère Léon, du Journal, fondé par Fernand Xau.
Henri Letellier est le frère de Mathilde Madeleine Rose, veuve d'Albert Menier, remariée en 1901 avec le baron Maurice de Forest (en) et le frère de Pierre Letellier, coureur automobile, décédé des suites d'un accident d'automobile en novembre 1913.
Henri Letellier, amoureux d’une adolescente de 17 ans, Yola Henriquet, lui demande sa main et se marie. Ceci inspira à Colette son roman Gigi, dans lequel il devint Gaston Lachaille.
Les Letellier forment une société en commandite pour gérer le Journal et sont parmi les principaux bailleurs de fonds de la nouvelle Société des Hôtels et Casino de Deauville, fondée en décembre 1910 par Eugène Cornuché.
Henri Letellier est négociant en ciments en 1896, entrepreneur de travaux public en Indochine en 1904.
Après la mort de Fernand Xau en 1899, Le Journal est dirigé par Henri Letellier, gérant, jusqu'en 1914. En 1913, Charles Humbert, directeur politique depuis 1911, sert d'intermédiaire auprès de la famille Letellier pour l'achat du Journal pour 2 millions de francs. L'opération est reportée et la vente à Humbert, Guillaume Desouches et Pierre Lenoir se fait en juillet 1915, pour un montant de 20 millions de francs, avec l'aide de Pacha Bolo. Après l'affaire Lenoir, Desouches, Humbert, Ladoux, la retraite forcée du sénateur Humbert provoque le retour d'Henri Letellier qui, en 1918, installe à la tête du journal François-Ignace Mouthon. En décembre 1924, Henri Letellier juge que le temps est venu de faire valoir ses droits au repos. Le Journal est revendu en janvier 1925 à un groupe d'investisseurs dont le directeur du casino de Deauville, Eugène Cornuché, ami des Letellier.
En 1920, Le baron Maurice de Rothschild lui vend son écurie de course, vente fictive selon Les Potins de Paris. Il entretient une courte relation avec l'actrice Peggy Hopkins Joyce,. En septembre 1920, il est victime d'un accident automobile, en se rendant à Trouville-sur-Mer, accident dans lequel meurt Jean Guitry (d) , frère de Sacha Guitry.
Il est administrateur de la Compagnie des wagons-lits en 1923 et de l'American Foreign Oil, propriétaire de Paris-soir en 1924. Il a repris et rénové la Banque industrielle de Chine après sa faillite en 1925 et qui devient la Banque franco-chinoise pour le commerce et l'industrie. Il est en affaire avec André Citroën. Il achète des terrains dans des quartiers bon marché et les revend avec des profits fantastiques ou y établit de nouvelles stations thermales. Il possède des mines d'étain en Afrique, des puits de pétrole au Mexique, aux États-Unis et dans le Caucase, des raffineries d'essence en Californie. Il possède l'usine Jacob Delafon.
Il est élu maire de Deauville en 1925 et le reste jusqu'en 1928.

## Décorations Française
- Chevalier de la Légion d'honneur en 1904[1]
- Officier de la Légion d'honneur par décret du 30/1/1913